# Miguel Báez y Espuny «El Litri»
Miguel Báez Espuny (Gandía, Valencia, 5 de octubre de 1930 - Madrid, 18 de mayo de 2022), más conocido como El Litri, fue un torero español, descendiente de una de las dinastías onubenses más importantes. 
Su abuelo, su padre y su hermanastro fueron toreros, aunque él los superó en fama y en reconocimiento a todos. Su fama llegó a ser tal que en 1960 se realizó una película titulada El Litri y su sombra, donde se narraba la historia de toda la saga, siendo él el protagonista y la piedra angular por ser el que más alto había llegado. Su hijo Miguel Báez Spínola "El Litri" fue también afamado matador de toros en los años 1990.

## Vida
Su padre, Miguel Báez Quintero "El Litri", matador de toros de cierta fama local en Huelva, confiaba en el futuro de su hijo Manuel Báez "El Litri", que era una de las espadas más prometedoras del momento, cuando este fue corneado mortalmente en Málaga por el toro Extremeño (11 de febrero de 1926). Por aquel entonces era Miguel Báez viudo de su primera mujer, y, desalentado por la muerte de su único hijo, cayó en una profunda depresión. Fue entonces cuando conoció a una joven admiradora de su hijo, Ángela Espuny Lozar, nacida en Tabernes de Valldigna (Valencia), pero residente en Gandia: de esta unión nació Miguel Báez Espuny. Fallecido el progenitor en 1932, encargó a su esposa que su joven hijo no siguiera los pasos de sus antecesores en el mundo de la tauromaquia.
Sin embargo, pronto se convirtió en un buen aficionado y daría a conocer su vocación como torero. Su carrera comenzó el 17 de agosto de 1947 en Valverde del Camino (Huelva), formando parte del cartel José Utrera "Costillares" y Juan Barranco Posada, con reses de Gerardo Ortega. Hace su presentación en la Plaza de Toros de Huelva con un clamoroso éxito el día 28 de marzo de 1948, compartiendo cartel con "Costillares" y con otro paisano de Huelva, y a la larga compañero de muchas tardes, Juan Barranco Posada. Se lidiaron toros de Gerardo Ortega y Esteban González del Camino.
Tal es la pasión que sus paisanos le demostraron —en sus recibimientos a la ciudad; en los actos que organizaba la Tertulia Litri, situada en el céntrico barrio de San Sebastián; cuando Pepe Ramos lanzaba sus cohetes para celebrar los éxitos conseguidos, allá donde toreaba, etc.— que el maestro onubense Félix Trujillo le compuso el "Pasodoble del Litri" con letra de los señores Manfredi y Wilke.
Para la celebración del centenario de la Plaza de toros del municipio onubense de Ayamonte, la misma fue remodelada y se inauguró el 9 de julio de 1950, con un gran cartel formado por El Litri, Aparicio y Pepe Gallardo, con toros de Fermín Bohórquez Escribano. En la plaza está colocado un azulejo que recuerda la corrida realizado por el pintor Florencio Aguilera y fue colocado el 6 de mayo de 2010 asistiendo el Galeonero de Honor Miguel Báez Espuny "Litri".
Tras tres años de novillero, destaca la temporada de 1949 con más de 100 novilladas. siendo innumerables sus triunfos en toda España, pero principalmente en las plazas de Huelva, Barcelona, La Coruña, Córdoba, Sevilla, Jerez de la Frontera, Valencia, Zaragoza, etc. El 18 de mayo de 1950, obtuvo uno de sus mayores triunfos profesionales, saliendo por la puerta grande de la Plaza de Toros de Las Ventas, y tras lidiar al novillo "Alpargatero" de la ganadería de Manuel González.
Toma la alternativa, el 12 de octubre de 1950, con un clamoroso éxito en la Plaza de toros de Valencia, cortando cuatro orejas y dos rabos en sus faenas, siendo su padrino Joaquín Rodríguez Cagancho y actuando como testigo Julio Aparicio. Los toros pertenecían a la ganadería de Antonio Urquijo.
Su presentación en Sevilla, como matador de toros, fue el 17 de abril de 1951, compartiendo cartel con Manolo González y Julio Aparicio, con toros de Carlos Núñez; Litri cortó dos orejas y salió a hombros por la Puerta del Príncipe.
Sería confiramado el 17 de mayo de 1951, actuando como testigo padrino Pepe Luis Vázquez y como testigo Antonio Bienvenida; los toros pertenecían a la ganadería Bohórquez. El Litri cortó una oreja.
El 21 de junio de aquel mismo año debutó en la corrida de Beneficencia, cortando dos orejas a cada toro. Siguió triunfando en Madrid en la corrida del Montepío de policía, cortando tres orejas (28 de junio). En esta temporada toreó 67 corridas y en la de 1952, 59. Se alejó de los toros los dos años siguientes, reapareciendo en 1955, año en que toreó 21 corridas, empezando por la feria de Valencia. En las temporadas siguientes toreó 31 y 63 corridas respectivamente; en esta misma temporada, resultó herido el 28 de abril de 1958 en Sevilla. En la feria de Madrid toreó los días 13, 14 y 16 de mayo, cortando orejas las tres tardes. A fines de 1958 vuelve a alejarse del mundo de los toros, regresando en 1959 sólo cuatro tardes.
No sería hasta 1964 que vuelve a dedicarse al toreo, reapareciendo el 9 de febrero de 1964, en la plaza valverdeña. Ese año será el que más corridas realizó: 68. Durante ese año no toreó en Sevilla, pero sí en Madrid, donde logró un gran éxito actuando cuatro tardes. En 1965 una becerra le produce la fractura de una apófisis vertebral, lo que ocasionó que no toreara durante esa temporada y tuviera que esperar hasta 1966, en la que realizó 25 corridas, entre ellas dos en la feria de abril de Sevilla y tres en la feria madrileña de San Isidro. En Sevilla cortó dos orejas el día 17 de abril y una el día 19 del mismo mes. En Madrid tuvo éxito el 18 de mayo y sobre todo el 25 mayo, en el que sería su último gran triunfo en esa plaza, cortando dos orejas al toro "Humorista", de la ganadería de Garzón.
En 1965, y en un multitudinario acto de homenaje celebrado en la Plaza de toros de La Merced de Huelva, recibe la Gran Cruz de la Beneficencia Orden de la Beneficencia, de manos del alcalde de Huelva, Manuel López Rebollo, en presencia de Fermín Bohórquez Escribano, Julio Aparicio y Diego Puerta. Son testigos las autoridades locales y provinciales, los empresarios de Las Ventas y Sevilla y miembros de la Comisión Organizadora del homenaje.
En 1967 toreó su última temporada completa, con 35 corridas. Volvió a actuar en Madrid y en Sevilla, logrando una oreja en el coso sevillano en su primera corrida y resultando herido en otra. (El litri y su sombra (1967)
A partir de entonces sólo volvió a actuar en contadas ocasiones. Para la inauguración de la Plaza de toros Monumental de Huelva toreó los días 2 y 3 de agosto de 1968 compartiendo cartel con Manuel Benítez "El Cordobés" y Ángel Teruel el primer día, y con Paco Camino y Palomo Linares el segundo.
En 1984 se vistió de luces para la reapertura de la Plaza de toros de La Merced de Huelva, actuando en dos tardes en las fiestas Colombinas, compartiendo cartel con Curro Romero y Pepe Luis Vázquez (hijo) en la primera tarde, y con Paco Ojeda y Sebastián Borrero "Chamaco II" en la segunda.
Su última aparición como torero fue el 26 de septiembre de 1987 con motivo de la toma de alternativa de su hijo en la plaza francesa de Nimes.
Vinculado desde joven con las costumbres y tradiciones de su ciudad, perteneció a las Hermandades y Cofradías de la Borriquita, Sacramental de Pasión, Nuestra Señora de la Cinta y Nuestra Señora del Rocío de Huelva (Hermano Mayor de la Romería 1969), llegando incluso a formar parte de sus órganos de Gobierno en distintas épocas. Destacable a lo largo de su carrera es su predisposición en colaborar desinteresadamente con estas entidades, en la organización de festivales benéficos.
En 1998, el Consejo de Ministros concedió la Medalla de Oro al Mérito en las Bellas Artes a diferentes personalidades del mundo de la cultura, entre ellos al torero Miguel Báez.
El 19 de enero de 2002 fue descubierto un conjunto escultórico en la ciudad de Huelva, como homenaje a la dinastía de los Litri, que comenzó sus pasos históricos con el modesto quehacer taurino de Manuel Báez Aráuz Mequi (1830-1873), su hijo, Miguel Báez Quintero (1869-1932), le sucedió José Rodríguez Báez, Litri II, (1891-1958) su sobrino, la continuó Manuel Báez Fernández (1905-1926), el testigo de la saga lo tomó Miguel Báez Espuny, que dejó como último eslabón de la cadena litrista a otro valiente, Miguel Báez Espínola. El monumento es obra de Alberto Germán Franco y se encuentra situado en la plaza que da nombre a la saga.
El Ayuntamiento de Huelva le concedio el título de Hijo Adoptivo de la ciudad, haciéndole entrega de su distinción el 21 de enero del año 2000. El Consejo de Gobierno de la Junta de Andalucía le concede en 2007 la Medalla de Andalucía y en 2010 recibe la medalla de oro de la provincia de la Diputación Provincial de Huelva "como representante a toda una dinastía de toreros que siempre han sido embajadores de la provincia de Huelva".
A lo largo de su dilatada vida, recibió infinidad de homenajes y reconocimientos por parte de los aficionados de Huelva y su provincia, siendo nombrado en 2010, Hijo adoptivo del municipio de Punta Umbría (Huelva).
Falleció en Madrid el 18 de mayo de 2022. Su mujer, Concha Spínola, falleció dos semanas después, el 6 de junio de 2022, a los 71 años.